# Lettre d'Amarna EA 9
La lettre d'Amarna EA 9 est du roi Burra-Buriyaš de Babylone et est destinée au pharaon Toutânkhamon d'Égypte. Le pharaon s'appelle Nebkhéperourê (nom de Nesout-bity de Toutânkhamon, « Rê est le maître des transformations »).
C'est une grande lettre compacte en argile de trente-huit lignes (pouvant atteindre cinquante-cinq lignes) de trois paragraphes, en parfait état, avec peu de défauts sur l'argile :
- Le paragraphe I, introductif et salutaire, souligne la paix (šalāmu-shu-ul-mu) pour le roi Burnaburiash, et souhaite paix et bien-être au pharaon, ainsi qu'aux nombreux contingents de sa charge, à son épouse, à son armée, au pays, etc.

- Le paragraphe II met en évidence le besoin d'or pour la construction d'un mausolée pour le père de Burnaburiash. Il s'agit d'un paragraphe complexe qui traite des relations entre les ancêtres, le père et le roi, du désir de maintenir de bonnes relations et de l'échange de cadeaux de paix entre les « rois frères ».

- Le paragraphe III met en lumière les intrigues liées aux relations économiques et aux relations entre pays. Les émissaires des pays ascendants, et la rivalité pour le commerce, et les droits commerciaux économiques. Un dialogue est contenu dans le paragraphe, entre l'histoire et ce que Burnaburiash aimerait voir se faire dans le futur. La photo du verso (ci-contre) montre la moitié du paragraphe III, et certains des signes.

## Recto de la lettre

### ParagrapheI
Lignes 1-6

« Dis-(qabu (qí-bil-ma)) à NibhurreReya, (Neb-kheper-Ra-ia), le roi de Egy[pt-(Mizri), mon frère] :
(message)um-ma), Ainsi, le roi de Karad[un]iyaš, ton frère. Pour moi, tout va bien. Pour toi, ta maison, tes femmes, tes fils, ton pays, tes ma[g]nats, tes chevaux, tes chars, tout va très bien. »

### ParagrapheII

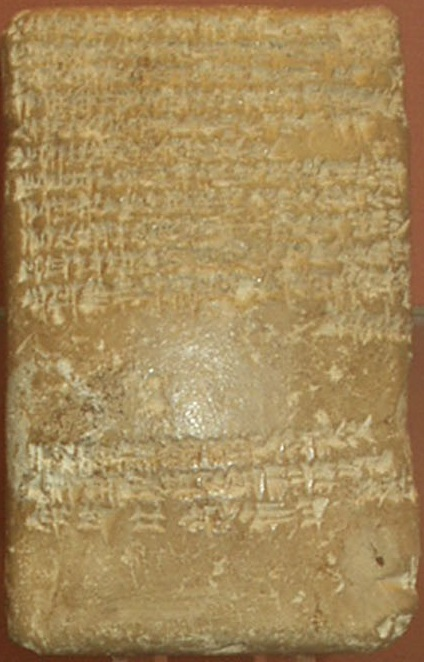
Verso de la lettre d'Amarna EA 9.

Lignes 7-18

« Depuis que mes ancêtres et vos ancêtres ont fait une déclaration mutuelle d'amitié, ils se sont envoyés de beaux cadeaux de salutation, et n'ont refusé aucune demande de quelque chose de beau. Mon frère m'a maintenant envoyé deux mines d'or comme cadeau de bienvenue. Maintenant, (si l'or est abondant, envoie-moi autant que tes ancêtres (envoyaient), mais s'il est rare, envoie-moi la moitié de ce que tes ancêtres (envoyaient). Pourquoi m'as-tu envoyé 2 minas d'or ? En ce moment, je travaille beaucoup sur un temple, et je suis très occupé à le réaliser. Envoyez-moi beaucoup d'or. Et toi de ton côté, tout ce que tu veux de mon pays, écris-moi pour qu'on te l'apporte. »

### ParagrapheIII
Lignes 19-38

« Au temps de Kurigalzu, mon ancêtre, tous les Cananéens lui ont écrit pour lui dire : Viens à la frontière du pays pour que nous puissions nous révolter et nous allier à toi !. »

## Verso de la lettre
Début approximatif du verso

« Mon ancêtre leur envoya cette réponse en disant : Oubliez de vous allier à moi. Si vous devenez les ennemis du roi d'Égypte et que vous vous alliez avec quelqu'un d'autre, ne vais-je pas le faire ? »

Fin approximative du verso
Voir ici